# Karthik Subbaraj

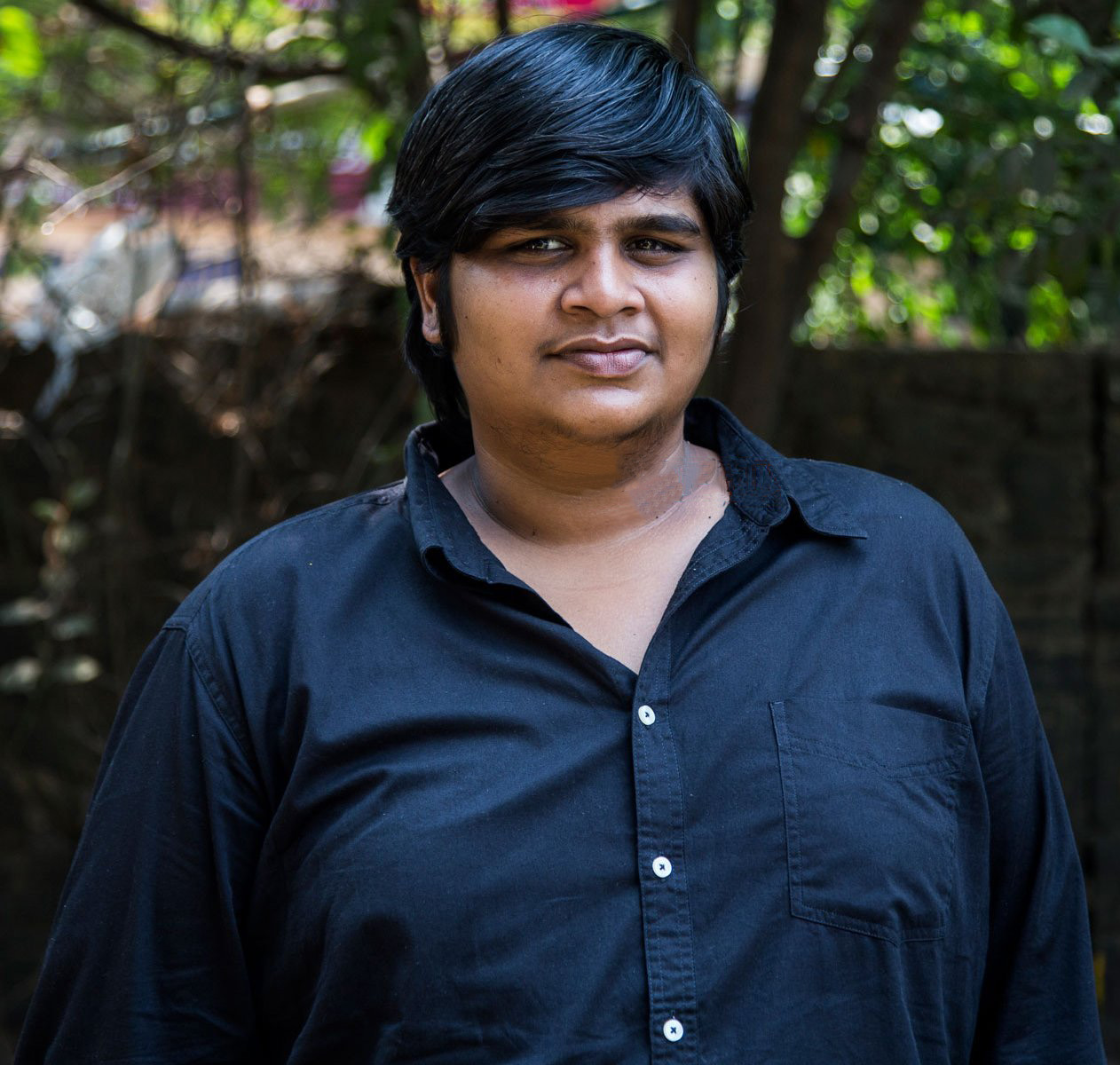
Karthik Subbaraj

Karthik Subbaraj, född den 19 mars 1983, är en indisk filmregissör och filmproducent som gjort långfilmer, kortfilmer och en webbserie på eget produktionsbolag. Han har vunnit erkännande genom flera priser och nomineringar. Däribland utmärkelsen som bästa debutantregissör år 2013 vid SIMA awards.

## Filmografi

### Webbserie
Kallachirippu (engelska: Fake Smile) som gick i åtta avsnitt under 2018 på kanalen Zee5, var Subbarajs första webbserie som filmproducent. Produktionen skedde på Subbarajs eget produktionsbolag Stone Bench Production. Den kvinnliga huvudrollen innehades av Amrutha Srinivasan och birollerna spelades av Vikas, Rajalakshmi, Uma, Maheshwaran och Nandakumar.

### Långfilmer
| År   | Film        | Roller                                                                                     | Notering |
| ---- | ----------- | ------------------------------------------------------------------------------------------ | -------- |
| 2012 | Pizza       | Vijay Sethupathi, Remya Nambeesan                                                          |          |
| 2014 | Jigarthanda | Siddharth, Bobby Simha, Lakshmi Menon                                                      |          |
| 2016 | Iraivi      | S. J. Suryah, Vijay Sethupathi, Bobby Simha                                                |          |
| 2018 | Mercury     | Prabhu Deva, Sananth, Remya Nambeesan                                                      | stumfilm |
| 2019 | Petta       | Rajinikanth, Vijay Sethupathi, Nawazuddin Siddiqui, Simran, Trisha, Bobby Simha, Sasikumar |          |

### Kortfilmer
- Raavanam
- Thuru
- Petty Case
- We
- Broken Gods
- Buoyants
- Kaatchipizhai – Parallax
- Cause & Effect
- React
- Last Train
- Who's the Indian
- Outpourings
- Dark Game
- BlackWhite
- Neer